# Baroclinia

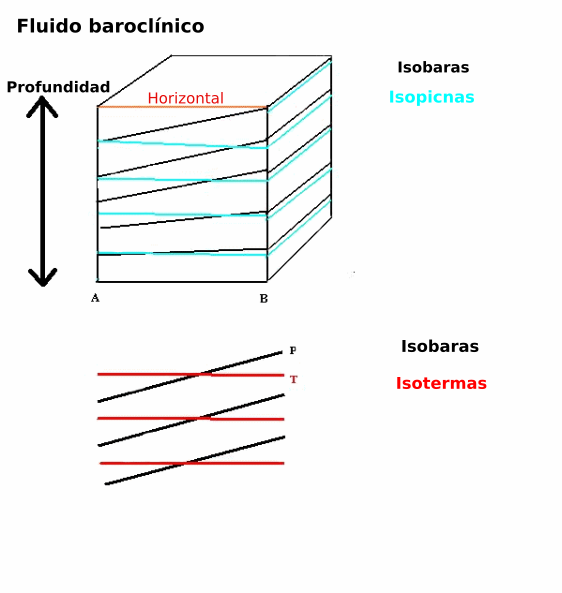
Cruce de los niveles de isobaras con las de igual densidad (isopicnas) en la vertical, o de temperatura en la horizontal

En la dinámica de fluidos, la baroclinidad (a menudo llamada baroclina) de un fluido estratificado es una medida de cuán desalineado está el gradiente de presión con respecto al gradiente de densidad de un fluido. En meteorología, una atmósfera baroclínica es aquella cuya densidad depende tanto de la temperatura como de la presión; compárese con una atmósfera barótropa, cuya densidad depende solo de la presión. En términos atmosféricos, las zonas barótropas de la Tierra se encuentran generalmente en las latitudes centrales, o trópicos, mientras que las zonas baroclínicas se encuentran generalmente en las regiones de latitud media/polar.
La baroclinidad es proporcional:
{\displaystyle \nabla p\times \nabla \rho }
que es proporcional al seno del ángulo entre las superficies de presión constante y las superficies de densidad constante. Así, en un fluido barótropo (que se define por la baroclinidad cero), estas superficies son paralelas.
Las zonas de alta baroclinidad atmosférica se caracterizan por la frecuente formación de ciclones.